# Jordan Yamoah
Jordan Yamoah (ur. 30 września 1993) – ghański lekkoatleta specjalizujący się w skoku o tyczce.
Srebrny medalista igrzysk afrykańskich w Brazzaville (2015). Rok później zdobył brąz podczas mistrzostw Afryki w Durbanie.
Rekordy życiowe: stadion – 5,40 (25 maja 2013, Pueblo oraz 9 kwietnia 2016, San Angelo) rekord Ghany; hala – 5,41 (12 marca 2016, Pittsburg). 

## Osiągnięcia
| Rok  | Impreza              | Miejsce     | Pozycja    | Wynik |
| ---- | -------------------- | ----------- | ---------- | ----- |
| 2015 | Igrzyska afrykańskie | Brazzaville | 2. miejsce | 5,20  |
| 2016 | Mistrzostwa Afryki   | Durban      | 3. miejsce | 5,00  |